# Пересадка фолликулярной единицы
Пересадка фолликулярной единицы (англ. Follicular unit transplantation, FUT) — метод восстановления волос, также известный как стрип-метод (STRIP), при котором волосы пациента пересаживаются естественно сформировавшимися группами, состоящими из 1-4 волос, которые называют фолликулярными единицами. Фолликулярная единица также содержит сальные железы, нервы, небольшую мышцу и редкий тонкий пушковый волос. В технике пересаживания фолликулярных единиц хирург может безопасно пересаживать тысячи графтов за один сеанс, что обеспечивает максимальный косметический эффект от процедуры.
FUT считается более эффективным методом по сравнению со старыми способами пересадки волос, при которых использовали более крупные графты, что часто приводило к неестественному внешнему виду. При правильно выполненной пересадке фолликулярной единицы результаты будут имитировать естественный рост волос, делая незаметным тот факт, что была проведена пересадка волос.
В недавней истории FUT была наиболее популярной процедурой для восстановления волосяного покрова. С 2016 года более распространённой стала новая процедура извлечения фолликулярной единицы (FUE). FUE в свою очередь имеет подвиды — FUE Machine и FUE Hand. Также существуют другие методы пересадки: DHT, DHI и HFE.

## Ключевые понятия
Пересадка фолликулярных единиц использует фолликулярные единицы для достижения критически важных целей, которые имеют решающее значение в процессе восстановления волос:

### Максимальный рост волос после пересадки
Поскольку фолликулярная единица является отдельной анатомической и физиологической единицей, считается, что сохранение её не повреждённой во время рассечения графта способствует максимальному росту. В FUT-методе волосы удаляются с задней части головы в виде одной полосы, а затем с помощью стереомикроскопической диссекции индивидуальные фолликулярные единицы извлекаются из этой полосы без повреждения.
В старых методиках мини-микрографтинга волосы собирались из нескольких полос, и фолликулярные единицы в каждой полосе могли быть повреждены лезвиями для сбора. Затем полосы разрезали на более мелкие части, что могло привести к разрушению фолликулярных единиц и риску дополнительного повреждения фолликулов.

### Обеспечение естественности пересадки волос
Пересадка фолликулярных единиц позволяет волосам после трансплантации выглядеть естественно как на уровне отдельной фолликулярной единицы, так и с точки зрения общего распределения графтов. Поскольку волосы на голове обычно растут в фолликулярных единицах от 1 до 4 волос, то использование таких естественных единиц при FUT-методе гарантирует, что каждый графт будет идентичен окружающим фолликулярным единицам. Таким образом, когда пересаженные фолликулярные единицы начинают расти после пересадки, общий результат выглядит естественно.
Кроме того, использование отдельных фолликулярных единиц, а не более крупных графтов, позволяет хирургу работать с большим количеством графтов. Это помогает равномерно распределить графты по всей голове для воссоздания более естественной густоты волос.

### Удобство планирования операции
Плотность естественных фолликулярных единиц на голове относительно постоянна и составляет около 1 единицы на 1 мм2. Это помогает при планировании пересадки волос двумя способами:
- Хирург, выполняющий пересадку волос, может точно оценить количество графтов, которые нужно получить путём диссекции. Он заранее намечает донорский участок определённого размера.
- То же количество фолликулярных единиц можно использовать для покрытия конкретной области облысения независимо от фактической плотности волос пациента.

У пациентов с высокой плотностью волос обычно в донорской зоне достаточно фолликулярных единиц для достижения целей. Однако у пациентов с низкой плотностью волос приходится идти на компромисс, руководствуясь фолликулярной константой. При пересадке пациенту с низкой густотой волос при том же количестве фолликулярных единиц и учётом расстояния между ними, что и у пациента с высокой плотностью, хирург-трансплантолог добьётся более аккуратного внешнего вида, вместе с этим сохранив донорскую зону для будущих процедур.

### Сведение к минимуму травматизации кожи головы
Ключом к естественному виду после пересадки является здоровая кожа головы, поэтому минимизация её травмирования — важный аспект фолликулярной трансплантации. Этого можно достичь, удаляя лишнюю ткань вокруг фолликулярных единиц и затем вставляя их в маленькие приёмные отверстия на коже пациента.
Фолликулярные единицы — относительно компактные структуры, но они окружены значительным количеством кожи, которая не продуцирует волосы. Эту лишнюю ткань можно удалить без повреждения фолликулов с помощью стереомикроскопической диссекции. Затем небольшие обрезанные фолликулярные графты можно поместить в маленькие надрезы на коже пациента, минимизируя тем самым повреждение соединительной ткани и кровоснабжения кожи головы. В отличие от более крупных ран, вызванных мини-микрографтингом и плаг-пересадкой, которые вызывают косметические проблемы, такие как вмятины, изменения пигментации кожи, опускание или поднятие графтов, истончённый блестящий вид кожи головы, — этих проблем можно избежать, используя очень маленькие графты и очень маленькие разрезы.
Ещё одним преимуществом нанесения небольших разрезов реципиенту является возможность обеспечить «плотную посадку» графтов. В отличие от перфоративных графтов и некоторых методов мини-трансплантации, каждый из которых удаляет небольшой кусочек ткани в области реципиента, обрезанные фолликулярные графты, используемые в FUT-методе, помещаются в небольшие разрезы, сделанные иглой, без необходимости удаления ткани. Это сохраняет эластичность кожи головы и плотно удерживает крошечные графты на месте. После операции плотная посадка способствует заживлению разрезов и помогает гарантировать, что графты будут получать достаточное количество кислорода из окружающих тканей, чтобы максимально увеличить приживаемость.

### Возможность проведения больших сеансов пересадки волос
Существует четыре причины, по которым процедура трансплантации фолликулярной единицы позволяет хирургу пересаживать много графтов за сеанс:
- Восстановление волос можно провести быстро, с минимальным вмешательством в образ жизни пациента.
- Большее количество графтов может компенсировать выпадение волос, которое часто сопровождает операцию по пересадке волос, называемое телогеновой эффлювией.
- Использование большого количества графтов за один сеанс позволяет сохранить донорский запас за счёт сокращения количества разрезов в донорской области.
- Извлечение большого количества графтов обеспечивает достаточное количество 1- и 2-волосяных графтов для создания мягкой линии роста волос на лбу и достаточное количество 3- и 4-волосяных графтов для воссоздания максимальной густоты.[7]